# Municipio de Cherry Ridge
El municipio de Cherry Ridge (en inglés: Cherry Ridge Township) es un municipio ubicado en el condado de Wayne en el estado estadounidense de Pensilvania. En el año 2000 tenía una población de 1,817 habitantes y una densidad poblacional de 32 personas por km².

## Geografía
El municipio de Cherry Ridge se encuentra ubicado en las coordenadas 40°21′46″N 75°18′02″O / 40.36278, -75.30056.

## Demografía
Según la Oficina del Censo en 2000 los ingresos medios por hogar en la localidad eran de $35,574 y los ingresos medios por familia eran $40,592. Los hombres tenían unos ingresos medios de $30,375 frente a los $21,196 para las mujeres. La renta per cápita para la localidad era de $18,204. Alrededor del 9,0% de la población estaban por debajo del umbral de pobreza.